# Atanas Tyrew
Atanas Kiriłow Tyrew, bułg. Атанас Кирилов Търев (ur. 31 stycznia 1958 w Bolarci) – bułgarski lekkoatleta specjalizujący się w skoku o tyczce, dwukrotny uczestnik letnich igrzysk olimpijskich (Moskwa 1980, Seul 1988).

## Sukcesy sportowe
- dwunastokrotny mistrz Bułgarii w skoku o tyczce – w latach 1976–1986 (11 razy z rzędu) oraz 1986[1]
- czterokrotny halowy mistrz Bułgarii w skoku o tyczce – 1979, 1981, 1982, 1983[2]

| Rok  | Miasto       | Zawody                             | Konkurencja   | Wynik         |
| ---- | ------------ | ---------------------------------- | ------------- | ------------- |
| 1977 | Donieck      | mistrzostwa Europy juniorów        | skok o tyczce | brązowy medal |
| 1979 | Poczdam      | mistrzostwa Armii Zaprzyjaźnionych | skok o tyczce | brązowy medal |
| 1981 | Grenoble     | halowe mistrzostwa Europy          | skok o tyczce | 8. miejsce    |
| 1982 | Ateny        | mistrzostwa Europy                 | skok o tyczce | brązowy medal |
| 1982 | Mediolan     | halowe mistrzostwa Europy          | skok o tyczce | 5. miejsce    |
| 1983 | Helsinki     | mistrzostwa świata                 | skok o tyczce | brązowy medal |
| 1983 | Budapeszt    | halowe mistrzostwa Europy          | skok o tyczce | 4. miejsce    |
| 1984 | Moskwa       | zawody Przyjaźń-84                 | skok o tyczce | 7. miejsce    |
| 1985 | Pireus       | halowe mistrzostwa Europy          | skok o tyczce | brązowy medal |
| 1986 | Madryt       | halowe mistrzostwa Europy          | skok o tyczce | złoty medal   |
| 1986 | Stuttgart    | mistrzostwa Europy                 | skok o tyczce | 4. miejsce    |
| 1987 | Indianapolis | halowe mistrzostwa świata          | skok o tyczce | 6. miejsce    |
| 1987 | Liévin       | halowe mistrzostwa Europy          | skok o tyczce | 7. miejsce    |
| 1987 | Rzym         | mistrzostwa świata                 | skok o tyczce | 8. miejsce    |
| 1988 | Budapeszt    | halowe mistrzostwa Europy          | skok o tyczce | brązowy medal |
| 1989 | Budapeszt    | halowe mistrzostwa świata          | skok o tyczce | 11. miejsce   |
| 1989 | Haga         | halowe mistrzostwa Europy          | skok o tyczce | 7. miejsce    |

## Rekordy życiowe
- skok o tyczce – 5,80 – Lozanna 02/09/1986
- skok o tyczce (hala) – 5,70 – Madryt 23/02/1986